# Facebuster
Un facebuster, también conocido como faceplant, es un movimiento de lucha libre profesional en el que el luchador atacante conduce el rostro del rival contra la lona sin usar ningún tipo de headlock o facelock, como se realizaría en un DDT o un bulldog. Muchos inverted slams son comúnmente referidos como facebusters. Un facebuster estándar, generalmente llamado jumping facebuster, consiste en que el luchador agarra la cabeza del oponente y cae al suelo llevándola hasta él.

## Variaciones

### Double Leg Facebuster
El Atacante toma al oponente por las piernas de manera que quede cargado sobre su espalda una vez cargado se deja caer con el receptor en su espalda para que impacte su cabeza contra la lona. Este movimiento esta derivado del Alabama slam.

### Argentine facebuster
El luchador atacante pone al rival en un argentine backbreaker rack, es decir, boca arriba sobre los hombros del luchador mientras este agarra una pierna y un brazo; entonces el usuario se deja caer al lado con el oponente aún apresado y choca la cara del otro contra la lona. Este movimiento es a veces confundido con el inverted Death Valley driver.

#### Argentine drop
En este movimiento, también llamado inverted Samoan drop, el usuario carga al rival boca arriba sobre sus hombros mientras agarra una pierna y un brazo; entonces, el luchador se deja caer hacia atrás para golpear la parte frontal del cuerpo del oponente contra la lona.

### Back to back release facebuster
El usuario levanta al oponente en una Gory special, es decir, elevado espalda contra espalda mientras el luchador lo tiene apresado por los brazos; entonces los suelta y agarra sus piernas para que el oponente caiga hacia delante mientras el usuario cae sentado para añadir fuerza al impacto. Esta técnica fue innovada por Chavo Guerrero, que la llamó Gory Bomb.

### Reverse powerbomb
También llamada Alley Oop, en esta téncia el usuario hace agacharse al oponente y mete su cabeza entre sus piernas. Entonces agarra su abdomen con los brazos y lo levanta hasta ponerlo sentado sobre sus hombros mirando en dirección contraria. En ese momento, el luchador empuja la espalda del rival para hacerle caer por atrás para que impacte de cara al suelo.

### Reverse STO
En este movimiento un luchador se encuentra al lado del opongiro del destinoente mirando en dirección contraria; rodea el cuello del oponente con un brazo y se deja caer hacia atrás, a veces interfiriendo con su pierna entre las del otro para hacerle caer (siendo llamado leg hook reverse STO). Este movimiento es conocido como Blade.

#### Arm triangle facebuster
En esta variante el luchador somete al oponente a un standing arm triangle choke y, usando esa presa, se deja caer hacia delante para hacer chocar el rostro del oponente contra el suelo.

#### Leaping reverse STO
El usuario, al lado del oponente y mirando en dirección contraria, salta elevando las piernas al máximo para apresar el cuello del oponente con un brazo y hacer que, al aterrizar el atacante, el rival sea arrastrado al suelo para que su rostro choque contra él.

#### Hangman's facebuster
El usuario, al lado del oponente y agarrando el cuelo gira la cabeza a 180 y choca la cara contra el suelo, este es el movimiento final de Curtis Axel quien lo nombró AxeHole.

#### Lifting reverse STO
El usuario rodea el cuello del oponente con un brazo y lo levanta de él, como en un lifting side slam, para luego dejarse caer hacia atrás y conducir su rostro hacia la lona.
Este movimiento es utilizado en la WWE por Baron Corbin llamado "End of Days".

### Scoop facebuster
En esta variación, el luchador agarra al oponente y lo sostiene por la cintura ante sí en posición invertida, dejándose caer acostado.El resultado es un movimiento en el cual la cara choca aparentemente contra el suelo o la lona.

#### Swinging reverse STO
El usuario, al lado del oponente y mirando en dirección contraria, lo apresa del cuello con un brazo y lo hace inclinarse hacia el suelo, curvando su espalda; entonces el usuario gira sobre sí mismo para caer de espaldas al suelo llevando la cara del rival contra él. La ejecución de esta técnica es muy similar a la del rolling cutter.
Esta técnica fue utilizada por el luchador Mike Knox, bajo el nombre de "Knox Out", fue utilizada por Bray Wyatt, quien la llamó "Sister Abigail" y actualmente es utilizada por Bo Dallas/Uncle Howdy bajo el mismo nombre, actualmente, es utilizada por Jay White, quien la llamó "Blade Runner"

### Elevated Double Underhook Facebuster
El luchador atacante golpea el estómago del oponente usualmente con el pie o la rodilla haciendo que se agache, entonces el luchador mete la cabeza del rival entre sus piernas y enlaza los brazos del rival con los suyos sobre la espalda del rival entonces levanta al rival de sus brazos y salta para causar un fuerte impacto en la cara del rival.

### Diving facebuster
El usuario agarra la cabeza del oponente y sube al turnbuckle. Entonces, sin dejar de soltar al rival, el luchador salta desde las cuerdas para caer al suelo arrastrando la cabeza del rival para que su rostro impacte contra el piso. Esta técnica tiene una ejecución muy similar al diving bulldog, y tiene además una versión springboard.

### Double underhook facebuster

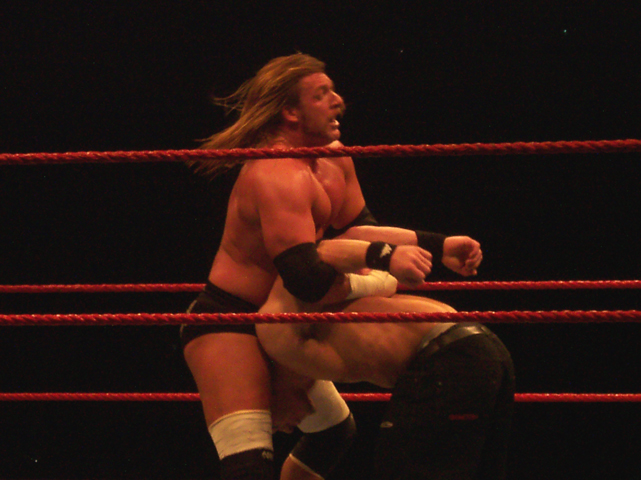
Triple H a punto de realizar un Pedigree en John Cena.

El luchador hace agacharse al rival ante él, pone la cabeza del contrario entre sus piernas y enlaza los brazos del oponente con los suyos sobre la espalda del adversario, para después dejarse caer de rodillas e impactar la cara del oponente contra el piso. Es quizás más conocido como el Pedigree, el nombre que Triple H le dio al movimiento como su movimiento final, de quien lo adaptó Seth Rollins mientras que una versión sitout, conocida como In Yo' Face, es el nombre que Velvet Sky dio a su movimiento final.
Una variación de este movimiento fue utilizada por Chyna llamada ‘‘Avalanche Pedigree’’ aplicándola desde la tercera cuerda, misma técnica es usada por CM Punk llamándola ‘‘Pepsi Plunge’’.

#### Inverted double underhook facebuster

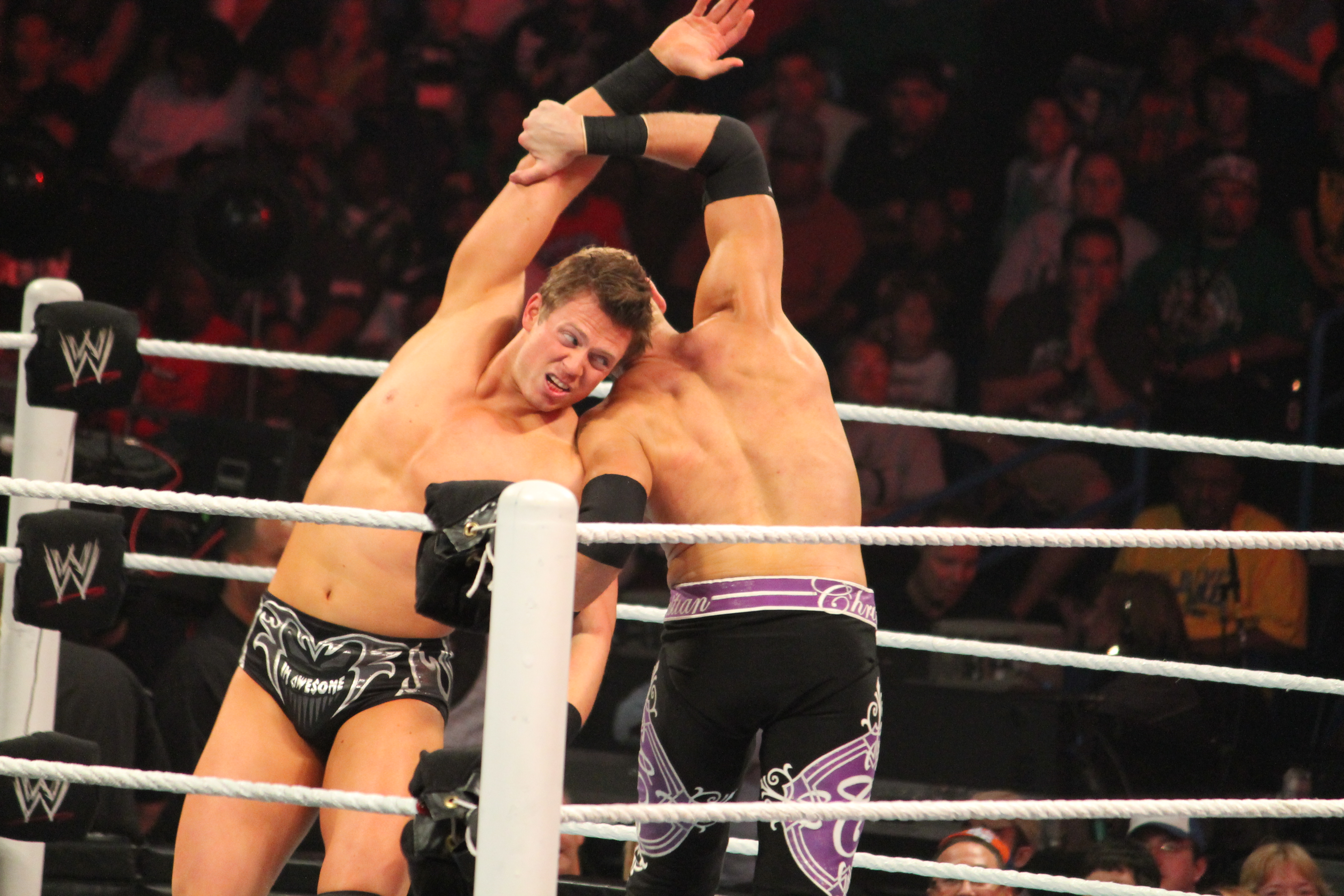
Christian preparándose para aplicar un Killswitch en The Miz.

El luchador se coloca detrás y mirando a la misma dirección que su oponente y engancha ambos de sus brazos. El luchador entonces coloca su cabeza junto a la de su oponente y gira 180 grados mientras gira uno de los brazos del oponente sobre ambas de sus cabezas. Con el luchador ahora delante del oponente y aún enganchando los brazos del oponente, el luchador cae sobre su espalda, conduciendo al oponente al suelo de cara contra la lona. Innovado por Tommy Rogers, fue popularizado por Christian, quien utiliza este movimiento como un movimiento de firma en la WWE; es quizás más conocido como el Killswitch, pero previamente lo ha llamado el Impaler (1998–1999) y el Unprettier (1999–2009).

### Double chickenwing facebuster
El usuario, situado detrás del oponente, agarra sus brazos y los junta en su espalda, pasando los suyos por debajo; entonces, desde esa posición, se deja caer hacia delante para proyectar al rival de cara al suelo. Este movimiento es usado como movimiento de firma por la luchadora Beth Phoenix bajo el nombre de "Glam-Slam"

### Fireman's carry facebuster
Popularmente llamado F-5, en este movimiento el luchador sube al oponente sobre su hombros. Entonces alza el brazo del lado de su cuerpo en que se apoyan las piernas del rival y levanta esa parte rotándola hacia delante sobre su cabeza para que la del oponente apunte hacia atrás con su estómago sobre el hombro del usuario, y este se deja caer tumbado para golpear contra el piso el rostro del otro. Una versión hacia delante de este movimiento puede ser realizada. Este movimiento es usado por Brock Lesnar y por el luchador de Lucha Underground (LU) Brian Cage. Una verion Sitout de este movimiento fue popularizado en Japón por el luchador Naruki Doi bajo el nombre de Doi 555.

### Forward Russian legsweep
El usuario, situado hombro con hombro con el oponente y mirando en su misma dirección, agarra su cuello con el brazo mientras usa una pierna para bloquear las suyas, como en una Russian legsweep. Sin embargo, en vez de dejarse caer hacia atrás, el usuario cae de bruces hacia delante para conducir el rostro del rival al suelo.

#### Full Nelson facebuster
Una ligera variación del forward Russian legsweep, el luchador se acerca al oponente por la espalda y lo coloca en un full Nelson. El luchador entonces cae hacia adelante, golpeando al oponente de cara contra la lona. Este movimiento es popularmente conocido como el movimiento final de The Miz, bajo el nombre de Skull-Crushing Finale.

### Front facelock drop
El luchador aplica un front facelock al oponente y luego lanza sus piernas hacia atrás de ellas, cayendo sobre su estómago y conduciendo la cara del oponente contra la lona. Es similar a un DDT estándar, excepto que se dirige a la cara de la víctima en lugar de a la cabeza, y el luchador cae sobre su estómago en lugar de caer hacia atrás como lo haría en un DDT. Este movimiento fue usado por un corto periodo por el luchador Seth Rollins y por el luchador Juice Robinson bajo el personaje de CJ Parker cuando estaba en la marca de desarrollo, NXT, nombrado el movimiento como Juice is Loose.

### Head stomp
El usuario hace tenderse boca abajo su rival y tira de la parte superior de su cuerpo hacia atrás, usualmente mediante un surfboard; entonces, el luchador apoya el pie sobre la nuca del oponente y descarga su peso sobre ella soltando la presa para impulsar el rostro del rival contra la lona. Este movimiento es utilizado por el luchador de WWE Seth Rollins.

### Half nelson facebuster
El usuario pone al rival en una half Nelson, es decir, pasando solo un brazo bajo un del rival, entonces se deja caer hacia delante, impactando su rostro contra la lona.

#### Half Nelson legsweep facebuster
En esta variación del anterior el luchador, tras meter al oponente en la Half Nelson, se separa del rival, todavía apresándole con la llave, mete una pierna entre las del rival para impedir que frene la caída con ellas, y se deja caer hacia delante para hacer chocar su rostro contra la lona

### Reverse chokeslam facebuster
En esta técnica, el usuario se acerca a un oponente de espaldas y agarra su cuello con una mano. Entonces lo levanta de él empleando la otra mano para tirar de la parte inferior de su cuerpo hacia sí y deja caer al rival de cara al suelo. Esta técnica es usada actualmente por Braun Strowman

### Inverted hip toss
El usuario se sitúa hombro con hombro con el oponente y mirando cada uno en una dirección. Entonces, el luchador pasa un brazo por la axila del otro y tira de él para voltearlo y que aterrice de cara en la lona.

### Inverted powerslam
Este tipo de técnicas consiste en versiones invertidas de powerslams, es decir, variantes en las que el luchador es situado de cara al suelo para chocar contra él.

#### Belly-to-back inverted mat slam
En esta técnica el usuario hace agacharse al rival y mete su cabeza entre las piernas. Tras ello, agarrando su abdomen, el luchador levanta al rival hasta una posición vertical cabeza abajo y, manteniéndolo sujeto, inmoviliza sus brazos haciendo uso de sus piernas. Entonces el usuario se deja caer hacia delante para llevar la cara del rival contra la lona. Este movimiento fue innovado por Colonel DeBeers, y fue popularizado por A.J. Styles bajo el nombre de Styles Clash y por Michelle McCool bajo el nombre de Faithbreaker.

#### Inverted falling powerslam
En esta versión de la anterior, el luchador, detrás del oponente, introduce un brazo entre sus piernas y otro sobre uno de sus hombros y lo levanta de ellos hasta situarlo perpendicularmente sobre su pecho, mirando hacia fuera; entonces, el usuario se deja caer de bruces para hacer chocar el rostro y el pecho del oponente contra el suelo, a modo de facebuster. Este movimiento fue usado por el luchador de la WWE, Marty Wright, cuando interpretaba a su personaje de Bogeyman.

#### Inverted front powerslam
Conocida también como Dominator y más técnicamente como inverted powerbomb, en esta técnica el usuario mete la cabeza del oponente entre sus piernas y rodea su abdomen con los brazos para levantarlo tirando de él. Entonces lo eleva boca arriba sobre un hombro, de forma similar a un overhead gutwrench backbreaker rack, pudiendo realizar esta técnica antes de terminar el movimiento. Llegado a este punto, el luchador agarra la cabeza del oponente y tira de ella hacia abajo, haciendo que el rival apunte de cara al suelo; en esta posición, el usuario lo deja caer y hace chocar al oponente frontalmente contra el suelo.

#### Inverted sitout front powerslam
También conocido como inverted emerald flowsion, en este movimiento el luchador levanta al oponente boca arriba sobre uno de sus hombros de forma similar a la de un overhead gutwrench backbreaker rack. En esta posición el luchador atacante se sienta y, simultáneamente, voltea al oponente hacia delante y hacia abajo, tirándolo de cara al suelo al lado del usuario.

#### Reverse explorer suplex
Esta técnica es un Explorer suplex aunque en vez de caer de espaldas el oponente cae de manera frontal considerado un facebuster. Este movimiento es utilizado por Shinsuke Nakamura.

### Mat facebuster
El usuario toma de la espalda y cuello a su rival echado boca abajo o de pie, lo levanta y azota para que este caiga de cara a la lona y quede boca abajo.

#### Kneeling facebuster
El usuario hace agacharse al rival ante él; entonces el luchador, metiendo la cabeza del oponente entre sus piernas, se deja caer de rodillas para llevar su rostro contra la lona.

#### Headscissors kneeling facebuster
En esta variación del "Kneeling facebuster" el usuario agacha al rival para poner su cabeza entre sus piernas, mirando hacia la misma dirección, entonces se deja caer de rodillas para impactar la cabeza del oponente sobre la lona. Este movimiento es usado por la diva de la WWE, Cameron quien usa este movimiento como finisher.

#### Spinning kneeling facebuster
El usuario se acerca a un rival de espaldas o de lado a él y agarra su cabeza; entonces, el luchador corre con el oponente agarrado y salta describiendo un giro de 180° antes de aterrizar de rodillas llevando el rostro del oponente contra la lona. Este movimiento es también llamado charging 180º spinning facebuster, y es muy usado por luchadoras femeninas.La luchadora melina lo usó bajo el nombre de extreme makeover.

#### Sitout facebuster

Ejecución de un sitout facebuster.

En esta técnica el luchador toma la cabeza del oponente, generalmente agachado; entonces el usuario se deja caer sentado para hacer chocar contra el suelo el rostro del oponente. Esta técnica fue innovada por X-Pac bajo el nombre de X-Factor. Es actualmente usada por la Diva de la WWE, Brie Bella como Bella Buster; también fue usado por su hermana, Nikki Bella.

### Over the shoulder facebuster
También conocido como powerslam facebuster, esta variación ve al luchador levantar al oponente sobre sus hombros como en un powerslam de frente. Luego, cuando el oponente está en el hombro, el luchador salta y golpea al oponente de rostro a la lona. Una variación de cutter también existe.

### Push up facebuster
El usuario, tumbado boca abajo, enlaza con sus piernas la cabeza del rival, también boca abajo y detrás de él, y realiza una flexión, haciendo que la cara del otro impacte contra la lona. Este movimiento suele hacerse en sucesión.

### Side facebuster
En esta técnica el usuario se sitúa hombro con hombro con el oponente, mirando ambos en la misma dirección; en ese momento, agarra el torso del oponente y lo levanta, dejándose caer sentado para hacer chocar el pecho y el rostro del oponente contra la lona.

### Spinning facebuster
También conocido como tornado facebuster, en esta variación se ve al atacante jalando a su oponente por la cabeza o cabello para después girar rápidamente en el aire, aterrizando en una posición de rodillas y conduciendo la cara de su oponente contra la lona.

### Wheelbarrow facebuster
En esta técnica el usuario agarra alrededor de la cintura a un oponente de pie mirando en dirección contraria y lo levanta, pasando las piernas del rival al lado de sus caderas y empujando la espalda hacia abajo para que la cara del otro impacte contra el suelo al dejarse caer sentado al usuario.

#### Electric chair facebuster
El usuario levanta al rival sentado sobre sus hombros mirando en la misma dirección; entonces, el luchador tira del oponente hacia delante (usualmente agarrando y tirando de sus brazos) y lo hace descender de cara al suelo, situando sus piernas a ambos lados de las caderas del oponente.

#### Feint backdrop wheelbarrow facebuster
El luchador mete la cabeza bajo el brazo de un rival de espaldas y agarra su cintura para levantarlo; entonces, suelta la presa y agarra sus piernas, extendiéndolas a ambos lados de sus caderas antes de descargar al oponente de cara contra el suelo.

#### Double chickenwing wheelbarrow facebuster
En esta técnica, el usuario se sitúa detrás del oponente y agarra sus brazos, flexionándolos en su espalda y pasando los suyos por debajo para inmovilizarlo. Entonces, el luchador levanta al oponente de esta presa y se deja caer hacia delante, impactando el rostro del oponente contra el piso.

#### Full Nelson wheelbarrow facebuster
En esta variación el usuario pone al otro en una full Nelson antes de pasara las piernas del otro ante sus caderas y dejarse caer sntado como en un wheelbarrow facebuster normal y corriente. Esta técnica no debe ser confundida con el full Nelson facebuster.